# Antiguo Colegio Alemán de Valparaíso
El antiguo Colegio Alemán de Valparaíso es un inmueble ubicado en el cerro Concepción, en la ciudad de Valparaíso, Chile. Fue la sede del Colegio Alemán de Valparaíso entre 1870 y 1988, cuando el colegio se trasladó a la sede de El Salto, en Viña del Mar. El antiguo colegio fue declarado monumento nacional de Chile, en la categoría de monumento histórico, mediante el Decreto n.º 587, del 29 de diciembre de 2015.

## Historia
El Colegio Alemán de Valparaíso se fundó en 1857, y comenzó sus funciones en un edificio en la plaza Victoria. En 1869 la directiva del colegio compró un terreno en el cerro Concepción, y al año siguiente se inauguró la nueva sede con 164 alumnos inscritos. En 1882 la Sociedad Alemana de Beneficencia adquirió el terreno adyacente para la construcción de un gimnasio, obra de Heinrich Heitmann. En 1897 se construyó la Casa Alemana, proyectada por los hermanos Bliederhauser y que se convirtió en el centro de eventos de la comunidad alemana en la ciudad, y un pensionado estudiantil.
Durante los primeros años del siglo XX se amplió el conjunto del colegio para dar cabida a nuevos alumnos, y para recuperar zonas dañadas por el terremoto de 1906, en donde el gimnasio fue destinado como albergue. En 1935 se construyó un nuevo inmueble de cuatro pisos, se construyeron nuevas salas y se rehabilitó la fachada. Luego del terremoto de 1985 el colegio trasladó de forma paulatina a sus alumnos a la sede de El Salto, que pasó a ser la sede definitiva del colegio en 1988.

## Descripción
El conjunto corresponde a una sumatoria de diversos edificios construidos en distintas etapas, y es representante de la arquitectura porteña previa al terremoto de 1906, de expresión ecléctica. Los inmuebles se encuentran conformados en torno a un patio central, característico de la arquitectura escolar.
La Casa Alemana presenta muros de contención en su base, para ganar superficie edificable, con una estructura que soporta el voladizo del segundo piso.